# Filmfestival van Venetië 2020
Het 77ste Filmfestival van Venetië is een internationaal filmfestival dat plaatsvond in Venetië, Italië van 2 tot en met 12 september 2020. De film Lacci, geregisseerd door Daniele Luchetti, werd geselecteerd als openingsfilm.
Het filmfestival van Venetië was het eerste grote filmfestival dat gehouden werd sinds de uitbraak van COVID-19, nadat festivals als Cannes en Tribeca werden geannuleerd. Festivaldirecteur Alberto Barbera gaf aan dat het festival in afgeschaalde vorm wordt georganiseerd, waarbij tevens maatregelen worden getroffen om het festival "risicovrij" te houden, zoals sociale distantie en nieuwe veiligheids- en hygiënemaatregelen.
In 2019 kreeg het festival kritiek omdat er te weinig films te zien zouden zijn die geregisseerd waren door vrouwen. In 2020 zijn 8 van de 18 films geregisseerd door vrouwen. Dit komt neer op 44 procent, wat het hoogste percentage op het evenement is in haar geschiedenis. Alberto Barbera reageerde dat films uitsluitend worden geselecteerd op basis van hun kwaliteit en niet als het resultaat van genderprotocollen, maar voegde daaraan toe dat een meer evenwichtige balans veel goeds voorspelt voor een toekomst die vrij is van vooroordelen en discriminatie.

## Jury
De internationale jury:
| Naam                            | Beroep                       | Land                |
| ------------------------------- | ---------------------------- | ------------------- |
| Cate Blanchett (juryvoorzitter) | Actrice                      | Australië           |
| Veronika Franz                  | Regisseur, Scenarioschrijver | Oostenrijk          |
| Joanna Hogg                     | Regisseur, Scenarioschrijver | Verenigd Koninkrijk |
| Nicola Lagioia                  | Schrijver                    | Italië              |
| Christian Petzold               | Regisseur, Scenarioschrijver | Duitsland           |
| Cristi Puiu                     | Regisseur, Scenarioschrijver | Roemenië            |
| Ludivine Sagnier                | Actrice                      | Frankrijk           |

## Officiële selectie

### Binnen de competitie
De volgende films werden geselecteerd voor de internationale competitie. De gearceerde film betreft de winnaar van de Gouden Leeuw.
| Film                      | Regisseur                            | Land |
| ------------------------- | ------------------------------------ | --- |
| Amants                    | Nicole Garcia                        | Vlag van Frankrijk |
| Dorogie tovarishchi       | Andrej Kontsjalovski                 | Vlag van Rusland |
| In Between Dying          | Hilal Baydarov                       | Vlag van Azerbeidzjan · Vlag van Verenigde Staten |
| Laila in Haifa            | Amos Gitai                           | Vlag van Israël · Vlag van Frankrijk |
| Le sorelle Macaluso       | Emma Dante                           | Vlag van Italië |
| Miss Marx                 | Susanna Nicchiarelli                 | Vlag van Italië · Vlag van België |
| Never Gonna Snow Again    | Malgorzata Szumowska, Michal Englert | Vlag van Polen · Vlag van Duitsland |
| Nomadland                 | Chloé Zhao                           | Vlag van Verenigde Staten |
| Notturno                  | Gianfranco Rosi                      | Vlag van Italië · Vlag van Frankrijk · Vlag van Duitsland |
| Nuevo orden               | Michel Franco                        | Vlag van Mexico · Vlag van Frankrijk |
| Padrenostro               | Claudio Noce                         | Vlag van Italië |
| Pieces of a Woman         | Kornél Mundruczó                     | Vlag van Canada · Vlag van Hongarije |
| Quo vadis, Aida?          | Jasmila Žbanić                       | Vlag van Bosnië en Herzegovina · Vlag van Oostenrijk · Vlag van Roemenië · Vlag van Nederland · Vlag van Duitsland · Vlag van Polen · Vlag van Frankrijk · Vlag van Noorwegen · Vlag van Turkije |
| The Disciple              | Chaitanya Tamhane                    | Vlag van India |
| The Sun                   | Majid Majidi                         | Vlag van Iran |
| The World to Come         | Mona Fastvold                        | Vlag van Verenigde Staten |
| Und morgen die ganze Welt | Julia von Heinz                      | Vlag van Duitsland · Vlag van Frankrijk |
| Wife of a Spy             | Kiyoshi Kurosawa                     | Vlag van Japan |

## Passion for Film-award
Voor de derde keer wordt de Passion for Film-award uitgereikt. Dit jaar aan de Amerikaanse jazztrompettist en componist Terence Blanchard.

## Prijzen
Binnen de competitie:
- Gouden Leeuw: Nomadland van Chloé Zhao
- Grote Juryprijs: Nuevo orden van Michel Franco
- Zilveren Leeuw: Kiyoshi Kurosawa voor Wife of a Spy
- Coppa Volpi voor beste acteur: Pierfrancesco Favino voor Padrenostro
- Coppa Volpi voor beste actrice: Vanessa Kirby voor Pieces of a Woman
- Speciale Juryprijs: Dorogie tovarishchi van Andrej Kontsjalovski
- Premio Osella voor beste scenario: Chaitanya Tamhane voor The Disciple
- Premio Marcello Mastroianni: Majid Majidi voor The Sun